# Comité Allemagne libre pour l’Ouest
Pour les articles homonymes, voir Calpo (homonymie).
Le Comité Allemagne libre pour l’Ouest (CALPO) est un comité de la Résistance intérieure française. Il s'agit du pendant en France du Nationalkomitee Freies Deutschland en Union soviétique.

## Une description double
Pour certains auteurs, il est chargé d'organiser le Travail allemand (TA), organisation préexistante qui cherchait à saper le moral des troupes allemandes en France, à recruter des déserteurs de la Wehrmacht et à obtenir des informations pour les mouvements de résistance.
Pour d'autres auteurs, il s'agit de l'organisation prenant la suite du Travail allemand, voire constituant une négation du Travail allemand ; pour ceux-ci, là où le TA est une émanation des FTP-MOI, principalement pilotée par les Autrichiens et contribuant à la défaite militaire de l'Allemagne par la libération du territoire français, le CALPO est une émanation du KPD en exil, à visée nationaliste (préparer l'organisation politique de l'Allemagne une fois les Alliés victorieux).

## Rôle du CALPO
Le CALPO est créé en septembre 1943, peu après la création en juillet 1943 du Nationalkomitee Freies Deutschland (« Comité Allemagne libre ») en Union soviétique et la diffusion sur les ondes de Radio Moscou de son manifeste,. Le CALPO est présidé par Otto Niebergall, du KPD ; ses vice-présidents sont Karl Hoppe (de) (SPD), Wilhelm Leo (SPD), Wilhelm Tesch (DVP), Heinrich W. Friedemann (Zentrumspartei), F. Kümmel (Zentrumspartei), P. Klein (Gewerkschafter), Arno Müller (DNVP), Hans Heisel (KPD). Le Comité siège à Paris, couvre de son réseau la France, la Belgique et le Luxembourg, et dispose d'équipes dans vingt-quatre villes ; on considère qu'entre 600  et   800 soldats allemands ont rejoint le CALPO.
Il est officiellement reconnu en avril 1944 comme mouvement de la Résistance française par le Comité français de Libération nationale à Alger ; il est autorisé, après le Débarquement, à intervenir dans les camps de prisonniers, avec une tentative de mise sur pied d'un régiment d'antinazis allemands destinés à lutter contre les forces de l'Axe. Mais considéré comme trop proche de Moscou, le CALPO est écarté début 1945 et mis sous la surveillance du Deuxième Bureau. Le CALPO entre également en relation avec l'état-major d'Eisenhower, et met à sa disposition 35 personnes qui seront entraînées pour être parachutées en Allemagne afin d'organiser une guérilla dans les territoires encore sous contrôle des forces hitlériennes ; le projet ne va toutefois pas à son terme, la guerre se finissant avant le parachutage.
L'organisation prend progressivement la responsabilité de la rédaction des journaux préexistants du Travail allemand, Soldat im Westen en français : « Soldat à l’Ouest », depuis l’été 1941 en zone occupée, et Soldat am Mittelmeer en français : « Soldat sur les bords de la Méditerranée » pour la zone sud, à partir de novembre 1942. La rédaction de ces journaux était jusqu'alors plutôt de la responsabilité d'Autrichiens, Hans Zipper puis Franz Marek (de) pour la zone nord, Oskar Grossmann (de), en collaboration avec le communiste allemand Ernst Mellis, pour la zone sud. Les titres sont remplacés respectivement par Volk und Vaterland en zone nord et Unser Vaterland en zone sud.
Le CALPO a diffusé plus de 5 millions de tracts à destination des troupes d'occupation